# Lola Tung
Lola Tung (Nova Iorque, 28 de outubro de 2002), é uma atriz e modelo norte americana. Ela é conhecida por seu papel como Isabel "Belly" Susannah Conklin na série The Summer I Turned Pretty, do Amazon Prime Video, baseada no romance homônimo de Jenny Han.

## Começo de vida e educação
Lola Tung foi criada na cidade de Nova Iorque e se formou na Escola Secundária de Música, Arte e Artes Cênicas Fiorello H. LaGuardia em 2020. Sua mãe é descendente de chineses e suecos e seu pai é descendente do Leste Europeu. Sua avó materna é da Suécia.
No outono de 2020, ela começou a estudar na Escola de Drama da Universidade Carnegie Mellon como atriz, onde participou de peças escolares. Ela completou seu primeiro ano de faculdade e depois tirou um ano de folga para filmar The Summer I Turned Pretty.
Tung toca violão e canta.

## Carreira
Em seu último ano do ensino médio, Tung atuou no showcase virtual de atuação sênior do LaGuardia, onde seu atual empresário viu sua primeira atuação. Meses depois, durante o segundo semestre do primeiro ano de Tung na Carnegie Mellon University, o empresário a procurou para começarem a trabalhar juntos e com uma audição. A audição foi para o papel principal de Isabel "Belly" Conklin em The Summer I Turned Pretty, a adaptação televisiva da Amazon Prime Video da trilogia best-seller de Jenny Han. Enquanto fazia aulas remotas na faculdade, Tung fez o teste para a série no Zoom. Mais tarde, ela conseguiu o emprego, que é seu primeiro papel de atriz creditado. Antes do lançamento da primeira temporada, Amazon Prime renovou a série para uma segunda temporada, que foi filmada no verão de 2022.
Em setembro de 2021, logo após conseguir o papel principal em The Summer I Turned Pretty, Tung assinou com a agência de talentos americana, Creative Artists Agency.

## Filmografia

### Televisão
| Ano           | Título                     | Papel                  | Notas           | Ref.   |
| ------------- | -------------------------- | ---------------------- | --------------- | ------ |
| 2022–presente | The Summer I Turned Pretty | Isabel "Belly" Conklin | Papel principal | [ 16 ] |
| 2023          | 2023 MTV Movie & TV Awards | Ela mesma              | Apresentador    | [ 17 ] |

### Audiobooks
| Ano  | Título                      | Papel de voz           | Notas                  | Ref.   |
| ---- | --------------------------- | ---------------------- | ---------------------- | ------ |
| 2022 | The Summer I Turned Pretty  | Isabel "Belly" Conklin | Audiolivros regravados | [ 12 ] |
| 2022 | It's Not Summer Without You | Isabel "Belly" Conklin | Audiolivros regravados | [ 12 ] |
| 2022 | We'll Always Have Summer    | Isabel "Belly" Conklin | Audiolivros regravados | [ 12 ] |